# Торн, Джулия
Джулия Стимсон Торн (англ. Julia Stimson Thorne, 16 сентября 1944, Нью-Йорк, Нью-Йорк — 27 апреля 2006, Конкорд, Массачусетс) — американская писательница. Она была первой женой Джона Керри, который во время их брака был сенатором США. 

## Биография
Торн родилась в Нью-Йорке 16 сентября 1944 года в семье Элис (Барри) и Лэндона Кетчума Торна-младшего. Её прадедом по материнской линии был журналист Дэвид С. Барри. Торн провела большую часть своего детства в Риме, где её отец работал на разных работах. В 1962 году она окончила школу Фокскрофт. Она также посещала несколько курсов в Нью-Йоркской школе дизайна интерьера и в Рэдклифф-колледже.
Джулия Торн была прямым потомком в одиннадцатом поколении Джона Боуна, дерзкого активиста борьбы за свободу вероисповедания. Уильям Торн-старший, третий подписавший Флашингскую ремонстрацию (англ. Flushing Remonstrance), также является её предком. Торн также была дальней родственницей её мужа Джона Керри через их общего предка Элизабет Фоунс. 
Торн вышла замуж за Джона Керри 23 мая 1970 года и надела платье, которому было «более двух столетий». У них с Керри было две дочери: Александра Форбс Керри и Ванесса Брэдфорд Керри. Во время их брака у Джулии начали проявляться признаки депрессии, и позже она писала, что одно время подумывала о самоубийстве. В 1980-х годах она создала некоммерческую организацию под названием Depression Initiative («Инициатива по борьбе с депрессией»), чтобы просвещать людей о депрессии. Торн и Керри развелись 25 июля 1988 года после шести лет разлуки. К 1990 году она преодолела депрессию, и, судя по всему, у них были дружеские отношения. В 1997 году она вышла замуж за Ричарда Дж. Чарльзворта, и они переехали в Бозмен, штат Монтана. Она продолжала поддерживать Керри в его президентской гонке в 2004 году. Торн умерла от рака 27 апреля 2006 года в своём доме в Конкорде, штат Массачусетс.

## Книги
В своей книге «Ты не один: слова опыта и надежды для преодоления депрессии» (1993) (совместно с Ларри Ротштейном) (ISBN 0-06-096977-6) она собирает рассказы разных людей, столкнувшихся с депрессией. Энн Лэндерс написала, что «эта маленькая книга может спасти жизнь и стать лучшими 10 долларами, которые вы когда-либо потратите».
Ещё одна книга Джулии Торн: «A Change of Heart: Words of Experience and Hope for the Journey Through Divorce» (дословно — «Изменение сердца: слова опыта и надежды для преодоления развода», 1996) (ISBN 0-06-095105-2).